# Indolestes albicaudus
Indolestes albicaudus – gatunek ważki z rodziny pałątkowatych (Lestidae). Znany jedynie ze starych stwierdzeń na półwyspie Ptasia Głowa (Nowa Gwinea) oraz wyspach Misool i Wokam.